# گارفیلد (نیوجرسی)
گارفیلد (به انگلیسی: Garfield) شهری در ایالت نیوجرسی کشور ایالات متحده آمریکا است که جمعیت آن در سرشماری سال ۲۰۱۰ میلادی، ۳۰٬۴۸۷ نفر بوده‌است.